# جون ستيوارت (رجل أعمال)
جون ستيوارت (بالإنجليزية: John Stuart)‏ هو شخصية أعمال أمريكي، ولد في 1877، وتوفي في 1969.